# توکونامه، آیچی
توکونامه، آیچی از شهرهای استان آیچی ژاپن است که جمعیت آن در ۱ ژانویه ۲۰۰۸ ۵۲٬۸۳۷ نفر بوده‌است.